# Богданув (Малопольское воеводство)
Богда́нув (пол. Bogdanów) — село в Польше в сельской гмине Козлув Мехувского повета Малопольского воеводства.
Село располагается в 2 км от административного центра гмины села Козлув, в 12 км от административного центра повета города Мехув и в 46 км от административного центра воеводства города Краков.
В 1975—1998 годах село входило в состав Келецкого воеводства.